# Fundamenta Botanica
Fundaménta Botánica (с лат. — «Основа́ния бота́ники», также «Основы ботаники») — одно из основных произведений шведского натуралиста Карла Линнея (1707—1778), впервые было опубликовано (де факто) в 1735 году. В нём он впервые подробно изложил свои идеи по преобразованию ботанической таксономии.
В октябре 1738 года Линней опубликовал сочинение Classes plantarum, которое представляло собой вторую часть «Основ ботаники».

## История издания, содержание
На титульном листе первого издания указан 1736 год, но в действительности оно было выпущено в свет в Амстердаме книготорговцем Саломоном Схоутеном 14 сентября 1735 года (Линней написал на своём авторском экземпляре: Typus absolutus 1735, Sept. 3). Полное название на латинском языке: Fundamenta botanica, quae majorum operum prodromi instar theoriam scientiae botanices per breves aphorismos tradunt. Первое издание вышло с посвящением Улофу Рудбеку, Лоренцу Гейстеру, Адриану ван Ройену, Йохану Якобу Диллениусу, Антуану де Жюссьё, Джулио Понтедере, Иоганну Амману, Абрахаму Фатеру, Йоханнесу Бурману, Айзеку Рэнду, Пьеру Маньолю, Джузеппе Монти. Второе издание было опубликовано в Стокгольме в 1740 году, а третье — в Амстердаме в 1741 году. Издание этой работы, также как и Genera Plantarum и Systema Naturae, было поддержано Германом Бургаве, учителем Линнея. Первая печатная оценка работы — Иоганна Эрнста Хебенштрейта — появилась в 1737 году.
В Fundamenta, а также в Critica Botanica Линней заложил основы системы номенклатуры, классификации и ботанической терминологии, которые им были заново рассмотрены и расширены в Philosophia Botanica 15 лет спустя (1751).
Книга построена как сборник 365 афоризмов, объединённых в двенадцать глав. Число афоризмов совпадает с числом дней в году (распределение по главам неравномерно, хотя число глав неслучайно и основано, как полагают, либо на числе месяцев, либо на двенадцатеричной системе измерений в дюймах и футах, широко распространённой в то время). Многие афоризмы стали крылатыми выражениями и часто цитируются в работах других естествоиспытателей. Наиболее известные: «все живое из яйца», «не признаки определяют род, но род — признаки», «природа не делает скачков», «мы насчитываем столько видов, сколько форм было создано изначально» и др.
Формальное оглавление:

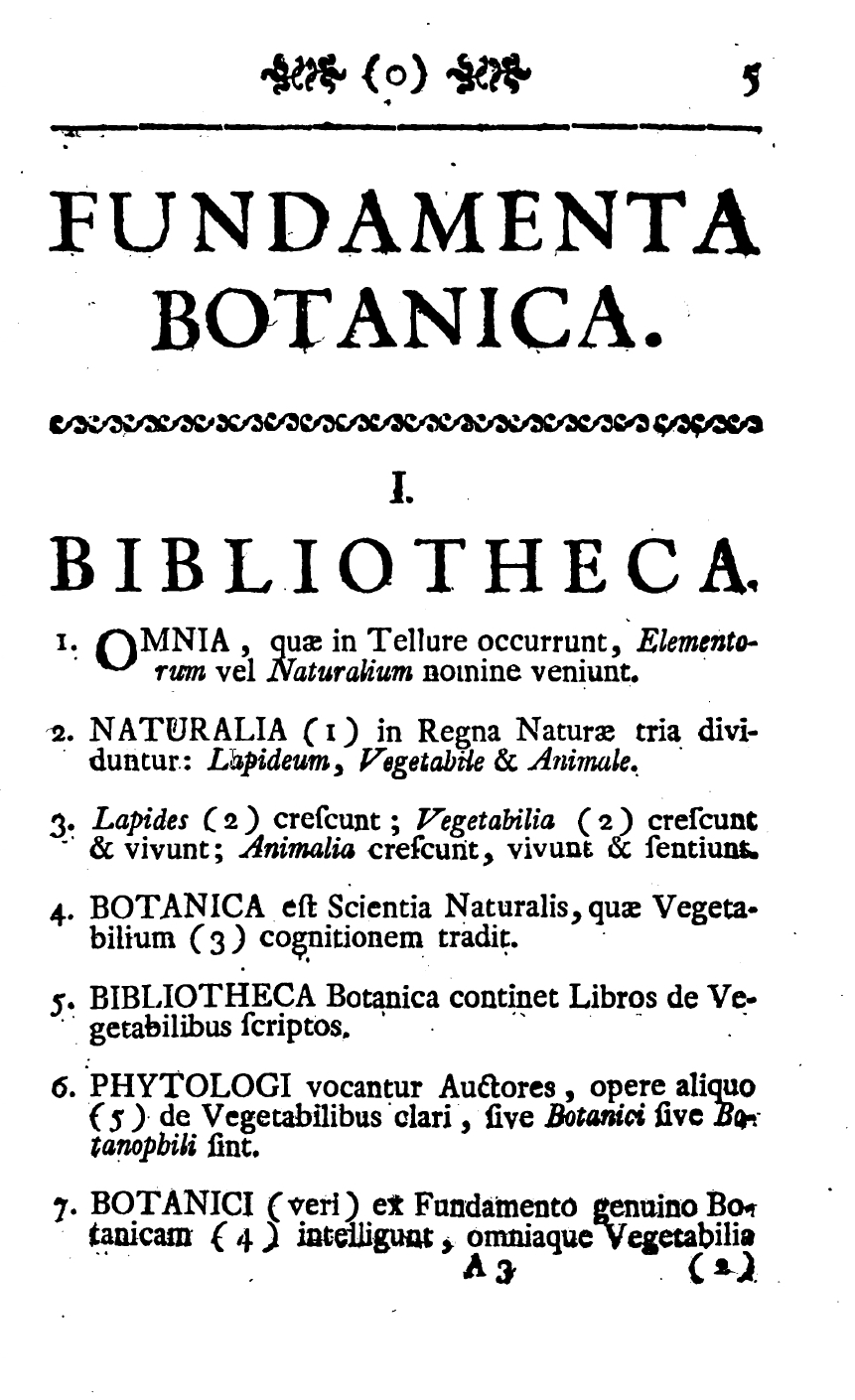
Fundamenta Botanica: первые семь афоризмов. Страница третьего издания (1741)

- I. Bibliotheca (библиотека), афоризмы 1—52
- II. Systemata (системы), 53—77
- III. Plantae (растения), 78—85
- IV Fructificatio (плодоношение), 86—131
- V. Sexus (пол), 132—150
- VI. Characteres (признаки), 151—209
- VII. Nomina (названия), 210—255
- VIII. Differentiae (отличия), 256—305
- IX. Varietates (разновидности), 306—317
- X. Synonyma (синонимы), 318—324
- XI. Adumgrationes (очерки), 325—335
- XII. Vires (свойства), 336—365

Кроме обзора известных Линнею ботанических изданий и предыдущих таксономических систем, в этой работе автор осветил вопросы пола растений, правильного описания и названия растений, а также и их целебные свойства.

В «Fundamenta Botanica» я некогда изложил в немногих афоризмах теорию и наставления учения о растениях; подробное их разъяснение посредством примеров, наблюдений и наглядных доказательств вкупе с разграничением и точным определением частей растений и слов, [служащих] терминами, я назвал ботанической философией, поскольку именно в этом состоят предписания науки— Из предисловия К. Линнея к «Философии ботаники»

## Библиографические данные
- Первое издание: Амстердам, 1736 (напечатано в 1735), 12°
- Второе издание: Стокгольм, 1740, 4°
- Третье издание: Амстердам, 1741, 4°

Кроме того, Fundamenta Botanica были опубликованы вместе с другими произведениями Линнея:
- первое издание — вместе с первым изданием Bibliotheca Botanica (1736)[6];
- второе издание — вместе со вторым (1740) и четвёртым изданиями (1744) Systema naturae в Opera varia (1758).